# Georges Python

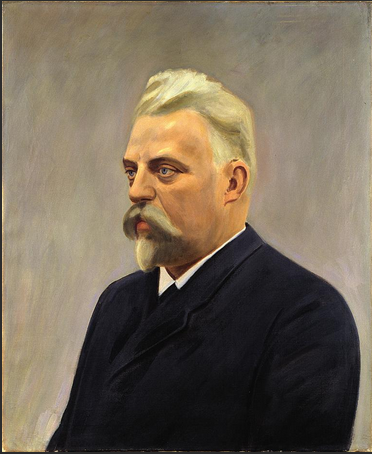
Georges Python, von Hiram Brülhart, um 1920, Museum für Kunst und Geschichte Freiburg

Georges Python (* 10. September 1856 in Portalban; † 10. Januar 1927 in Fillistorf) war ein schweizerischer Politiker (Katholisch-Konservativ), der sich grosse Verdienste um die Entwicklung von Stadt und Kanton Freiburg erwarb. Er stand als katholisch-konservativer Politiker dem hauptsächlich von ihm konzipierten Kanton Freiburg als angestrebte «République chrétienne» (dt. Christliche Republik) vor. 

## Leben
Georges Python stammte aus einem wohlhabenden Elternhaus, sein Vater Auguste Python, ein Bauer und Handelsvertreter, war gleichzeitig auch Gemeindevorsteher. Seine Mutter Elisabeth Python stammte aus der Familie de Castella de Delley, die zur traditionellen Oligarchie des Kantons Freiburg gehört. Er besuchte die Kantonsschule Kollegium Schwyz und das Kollegium St. Michael in Freiburg. 1879 erwarb er das Anwaltspatent und war 1879–1880 Zentralpräsident des Schweizerischen Studentenvereins. 1889 heiratete er Marie-Elisabeth de Wuilleret, Tochter von Louis de Wuilleret.
Seinen politischen Einstieg machte er Ende 1881 als Kandidat des schwarz-katholischen (les intransigeantes) und ultramontanen Lagers gegen die Liberalen und gegen das Lager der moderaten Katholiken, deren Organ die Zeitung Le Bien public war. Er war ein persönlicher Schützling des mächtigen Geistlichen Joseph Schorderet, der zwischen 1885 und 1892 eine Serie ermutigender Briefe an Python richtete, auf die er konkret antwortete. Python war auf kantonaler Ebene von 1881 bis 1921 Freiburger Grossrat und von Oktober 1886 bis 1927 als Staatsrat (Mitglied der Exekutive) verantwortlich für das Schulwesen. Auf eidgenössischer Ebene war er von 1884 bis 1893 Mitglied des Nationalrats und von 1896 bis 1920 des Ständerats, als dessen Präsident er 1915 fungierte.
Pythons Politik hatte laut dem Freiburger Historiker Francis Python populistische Züge, wenn es darum ging, Angehörige von alten Notabelnfamilien anzugreifen, sofern diese liberal waren. Die Bauern und das Schulwesen hielt er laut Python unter strenger Kontrolle, dabei stützte er sich auf den katholischen Klerus und die katholisch-konservativen Zeitungen der Schwestern vom heiligen Paulus, diese waren – im zweisprachigen Kanton – La Liberté (französisch) und Freiburger Nachrichten (deutsch). Klientelismus sicherte ihm die Wählerstimmen. Auch Beschäftigte öffentlichter Betriebe mussten sich seinen persönlichen Absichten als nützlich erweisen. Französische Ordensmitglieder aus 45 Kongregationen, die sich der antiklerikalen Politik von Émile Combes in Frankreich entzogen hatten, nahm er in den kantonalen Schuldienst auf. Der reformierte und deutschsprachige Norden des Kantons entzog sich damit teilweise seinem Einfluss. 1889 gründete Georges Python die Universität Freiburg. Obwohl sich Python des Entwicklungsrückstands bewusst war, unter dem der Kanton zu leiden hatte, sollte die Universität aber lediglich dazu dienen, die Eliten auszubilden, die das Volk vor den Gefahren der Moderne schützen würden. Auch an der Gründung der Freiburger Kantonalbank, der Freiburger Eisenbahngesellschaft, des Freiburger Kantonsspitals sowie der Freiburger Elektrizitätswerke (heute Groupe E), beteiligte er sich. So gelang ihm 1901 im Greyerzerland die Einnahme einer der letzten Bastionen der Liberalen.
Ein Grund für die weitgehend ausgebliebene Industrialisierung lag in der Angst etablierter Schichten vor dem Entstehen einer Arbeiterbewegung im Kanton. Mit der konservativ beaufsichtigten Bündelung der Arbeiterschaft der armen Freiburger Unterstadt 1878 und der Gründung des Freiburger Arbeiterbunds 1905 versuchte Python deshalb, Gewerkschaften zu konkurrenzieren und Strukturen zu schaffen, die jenen der sozialistischen Arbeiterbewegung äusserlich ähnelten, jedoch seiner Kontrolle unterlagen. Sein Sekretär war der Schriftsteller Léon Savary. Als Vertreter des Sozialkatholizismus beteiligte sich Python mit der Union de Fribourg an der Vorbereitung der Sozialenzyklika Rerum Novarum. Unter Python wurde dem Freiburger Patriziat aus der Zeit der Alten Eidgenossenschaft weitere politische Vorrechte entzogen. Laut dem Freiburger Historiker Alain Clavien bestimmte Python ab den 1890er Jahren die redaktionelle Linie der katholischen Zeitung La Liberté. 1912 wurden finanzielle Unregelmässigkeiten bei der Freiburger Kantonalbank bekannt, die Python belasteten und ihn der Kritik von Jean-Marie Musy aus dem eigenen katholischen Lager und von Seiten der radikalen Opposition aussetzten. Ab 1917 war Python durch Krankheit geschwächt. Georges Python war ein Gegner der Empfängnisverhütung, eine den Sozialdemokraten nahestehende Genfer Zeitung, Le Peuple suisse, die Werbeanzeigen für Verhütungsmittel enthielt, bezeichnete er deshalb als «pornografisch».

## Nachwirkung

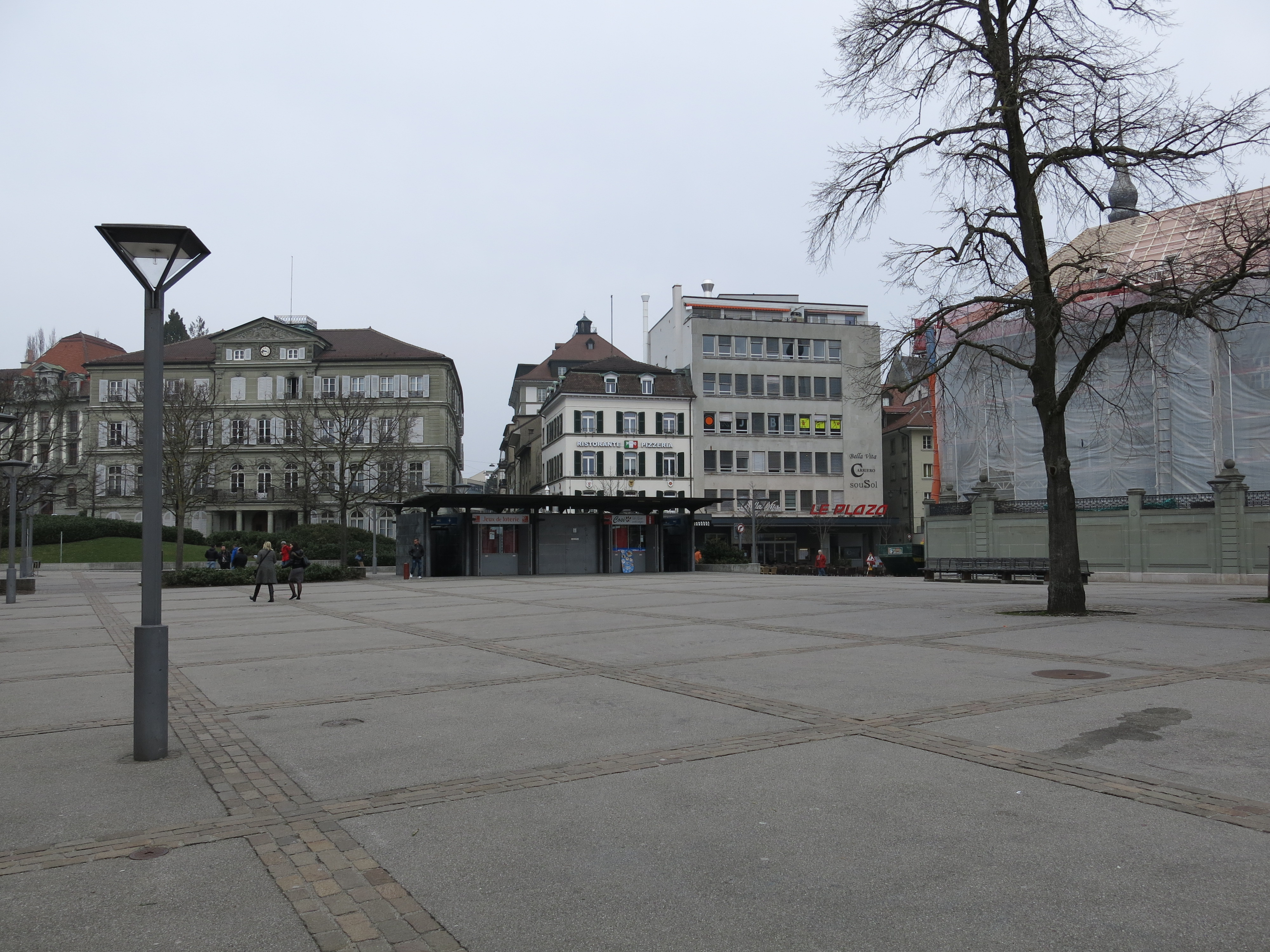
Die Place Georges-Python

Um ihn entstand ein eigentlicher Personen- und Erinnerungskult mit Darstellung in Kirchen und an Feiern. Der Bildhauer Théo Aeby (1883–1965) fertigte von Python 1927 eine Büste an. Der Hauptplatz in Freiburg ist nach ihm benannt.